# 한스 페르디난트 마이어
한스 페르디난트 마이어(독일어: Hans Ferdinand Mayer, 1895년 10월 23일 ~ 1980년 10월 18일)는 독일의 수학자이자 물리학자이다.
카를스루에 공과대학교와 하이델베르크 루프레히트 카를 대학교를 다녔다. 필리프 레나르트의 지도로 1920년 〈느린 자유 전자에 관한 분자의 성질에 관하여(Über das Verhalten von Molekülen gegenüber freien langsamen Elektronen)〉로 박사 학위를 받았다. 1922년 지멘스 AG에 입사하여, 1936년 연구소장이 되었다.
1926년 테브난의 정리를 확장하여, 모든 전원과 저항의 조합은 전류전원과 병렬저항으로 표현할 수 있다는 내용을 발표하였다. 이는 독립적으로 발표한 에드워드 로리 노턴의 이름을 따서 마이어-노턴의 정리로 불린다.
제2차 세계 대전 중이던 1939년 11월, 마이어는 독일의 군사 기밀을 담은 편지인 ‘오슬로 리포트’를 연합에 유출시켰다. 그는 ‘당신의 편인 독일 과학자’라는 이름으로 오슬로에 있는 주 노르웨이 영국 대사관에게 그 자료를 보냈다.

## 참고 문헌
1. ↑  H. F. Mayer. "On the equivalent-circuit scheme of the amplifier tube". Telegraph and Telephony, 15:335-337, 1926